# Cambio 16
Cambio 16 é uma revista mensal de atualidades em espanhol publicada em Madri, Espanha, pelo Grupo 16. Foi publicada pela primeira vez como semanário em setembro de 1971 e desempenhou um importante papel midiático durante a transição política espanhola do Estado franquista para a democracia. A revista cobre temas como política, economia, cultura, meio ambiente e direitos humanos. Ela também publica entrevistas com personalidades relevantes do cenário nacional e internacional. A revista tem uma linha editorial progressista e crítica ao governo espanhol. Foi fundada por Juan Tomás de Salas e Gorka Landaburu em 1971. Ela foi uma das primeiras publicações a denunciar os abusos do regime franquista e a apoiar a transição democrática. A revista também se destacou por sua cobertura dos atentados terroristas do Euskadi Ta Askatasuna (ETA) e do 11-M. Cambio 16 foi suspensa várias vezes no Estado franquista até a aprovação da nova Constituição espanhola em 1978. Cambio 16 tem uma posição política centro-progressista e convencional. O Departamento de Estado dos Estados Unidos descreveu a revista como uma publicação centrista em 2000. Em Catalunha e no País Basco, é conhecida como Canvi Setze e Aldaketa Hamasei, respectivamente.